# Car Wash (chanson)
Pour les articles homonymes, voir Car Wash.
Singles de Rose Royce
I Wanna Get Next to You
Car Wash est une chanson populaire de 1976 du groupe de R&B et soul Rose Royce. Il s'agit d'une chanson disco et funk, composée et produite par Norman Whitfield. Car Wash fait partie de la bande originale du film éponyme, et connaît un grand succès. La chanson est reprise en 2004 par la chanteuse Christina Aguilera et la rappeuse Missy Elliot, elle fait partie de la bande originale du dessin animé Gang de requins (Shark Tale).

## Classements
| Classement (1976-1977)         | Meilleure place |
| ------------------------------ | --------------- |
| États-Unis (Hot 100)           | 1               |
| États-Unis (Hot Black Singles) | 1               |
| Royaume-Uni (UK Singles Chart) | 9               |
| Australie (Kent Music Report)  | 12              |
| Autriche (Ö3 Austria Top 40)   | 16              |
| Pays-Bas (Single Top 100)      | 5               |

## Certification
États-Unis digital certification : 2x  Platine

## Version de Christina Aguilera et Missy Elliott
Singles de Christina Aguilera
The Voice Within
(2003) Tilt Ya Head Back
(2004)
Singles par Missy Elliott
I'm Really Hot
(2004) 1, 2 Step
(2004)
En 2004, Christina Aguilera et Missy Elliott enregistrent une nouvelle version plus moderne, en ajoutant aussi des instruments classiques. Car wash devient la bande originale du dessin animé Gang de requins produit par les studios DreamWorks. Le clip est réalisé par Rich Newey, il combine des scènes du film avec des passages de Aguilera et Elliott en studio d'enregistrement.

### Charts
| Chart (2004-2005)                      | Position  |
| -------------------------------------- | --------- |
| États-Unis Billboard Hot 100           | 63        |
| États-Unis Billboard Pop 100           | 23        |
| États-Unis Billboard Top 40 Mainstream | 23        |
| Royaume-Uni Singles Chart              | 4         |
| Australie Singles Chart                | 2         |
| Allemagne Singles Chart                | 6         |
| Autriche Austria Top 40                | 11        |
| Belgique Ultratop Flanders             | 2         |
| Belgique Ultratop Wallonia             | 18        |
| Danemark IFPI                          | 5         |
| Finlande Mita hittia                   | 9         |
| Irlande IRMA                           | 5         |
| Grèce Top 50 Singles Chart             | 21        |
| Hongrie Single Top 10                  | 8         |
| Pays-Bas Mega Single Top 100           | 3         |
| Suède Sverigetopplistan                | 27        |
| Nouvelle-Zélande RIANZ                 | 2         |
| Norvège VG-lista                       | 13        |
| Suisse Media Control AG                | 5         |
| - United World Chart                   | 10        |
| - Ventes (Singles & Airplay)           | 1.500.000 |

### Certifications
Australie certification :  Or
 Nouvelle-Zélande certification :  Or